# Bodiluddelingen 1969
Bodiluddelingen 1969 blev afholdt i 1969 i Imperial i København og markerede den 22. gang at Bodilprisen blev uddelt.
Filmen Balladen om Carl-Henning blev aftenens store vinder med to priser; for bedste danske film og for bedste mandlige hovedrolle, som gik til Jesper Klein. For første gang i 17 år blev der også uddelt en pris for bedste kvindelige birolle, som gik til Kirsten Peuliche (sidste gang denne pris blev uddelt var i 1952).
Biografdirektør Peter Refn modtog hele to priser ved denne uddeling; én for hans dokumentarfilm Eftermiddagsgæsten samt årets Æres-Bodil for at hans arbejde med at importere en meget udenlandsk film.

## Vindere
| Bedste mandlige hovedrolle                           | Bedste kvindelige hovedrolle          |
| ---------------------------------------------------- | ------------------------------------- |
| - Jesper Klein for Balladen om Carl-Henning          | - ikke uddelt                         |
| Bedste mandlige birolle                              | Bedste kvindelige birolle             |
| - ikke uddelt                                        | - Kirsten Peuliche for Tænk på et tal |
| Bedste danske film                                   | Bedste ikke-europæiske film           |
| - Balladen om Carl-Henning af Lene og Sven Grønlykke | - Sangen om vejen af Satyajit Ray     |
| Bedste europæiske film                               | Bedste dokumentarfilm                 |
| - Playtime af Jacques Tati                           | - Eftermiddagsgæsten af Peter Refn    |

## Øvrige priser

### Æres-Bodil
- Peter Refn (biografdirektør) for sin import af Satyajit Rays indiske mesterværk Sangen om vejen